# 威爾曼1
威爾曼1或SDSS J1049+5103是紐約大學的貝絲·威爾曼領導的一個小組，使用史隆數位巡天資料發現的一個異常的球狀星團或超低質量的矮星系 。在2006年，它是繼牧夫座矮橢球星系和大熊座矮橢球星系之後第三暗的星系，而比後繼的還按200倍。這個星系是銀河系的衛星星系，距離大約12,000光年遠，絕對亮度為-2.5等。亮度函數由中心向外的變化，顯示質量分離的情況與帕羅馬 5中所發現的類似。

## 註解
1. ^ 15.4 ± 0.4 apparent magnitude - 5 * (log10(38 ± 7[2] kpc distance) - 1) = -2.5[2] absolute magnitude

1. 1 2 3 4  (Willman et al. 2005)
2. 1 2 3 4 5 6  (Willman et al. 2006)
3. ↑  (NED 2007)